# 塔利亚剧院
塔利亚剧院（Thalia Theater）是德国汉堡的三家州立剧院之一。它成立于1843年，以缪斯塔利亚命名。今天，它是德国著名的剧院，每季都有9场新戏。
塔利亚剧院主楼位于汉堡旧城Raboisen街，靠近内阿尔斯特湖和格哈特·霍普特曼广场。此外在阿尔托纳区有一个小剧场，上演实验戏剧。